# Dolichopus albertensis
Dolichopus albertensis är en tvåvingeart som beskrevs av Charles Howard Curran 1922. Dolichopus albertensis ingår i släktet Dolichopus och familjen styltflugor.
Artens utbredningsområde är Colorado. Inga underarter finns listade i Catalogue of Life.